# Tanygnathus megalorynchos
El loro picogordo (Tanygnathus megalorynchos) es una especie de ave psitaciforme de la familia Psittaculidae propia de algunas islas de Indonesia y el sur de Filipinas.